# Расширенная точность
Расширенная точность (англ. Extended precision) — в длинной арифметике и информатике — относится к форматам чисел с плавающей запятой, которые обеспечивают иную точность, чем основные форматы таковых. Форматы с расширенной точностью поддерживают базовый формат, сводя к минимуму ошибки округления и переполнения в промежуточных значениях числовых выражений в базовом формате. В отличие от стандартных форматов точности, арифметика расширенной (произвольной) точности относится к реализациям иных числовых типов, с количеством бит (например 40 или 80) обычно не равным степени двойки. Реализуется с использованием специального программного или, реже, аппаратного обеспечения.